# 大宇根弘司
大宇根 弘司（おおうね ひろし、1941年 - ）は、日本の建築家である。社団法人である日本建築家協会（JIA）会長、東京理科大学の非常勤講師などを歴任した。静岡県生まれ。

## 経歴

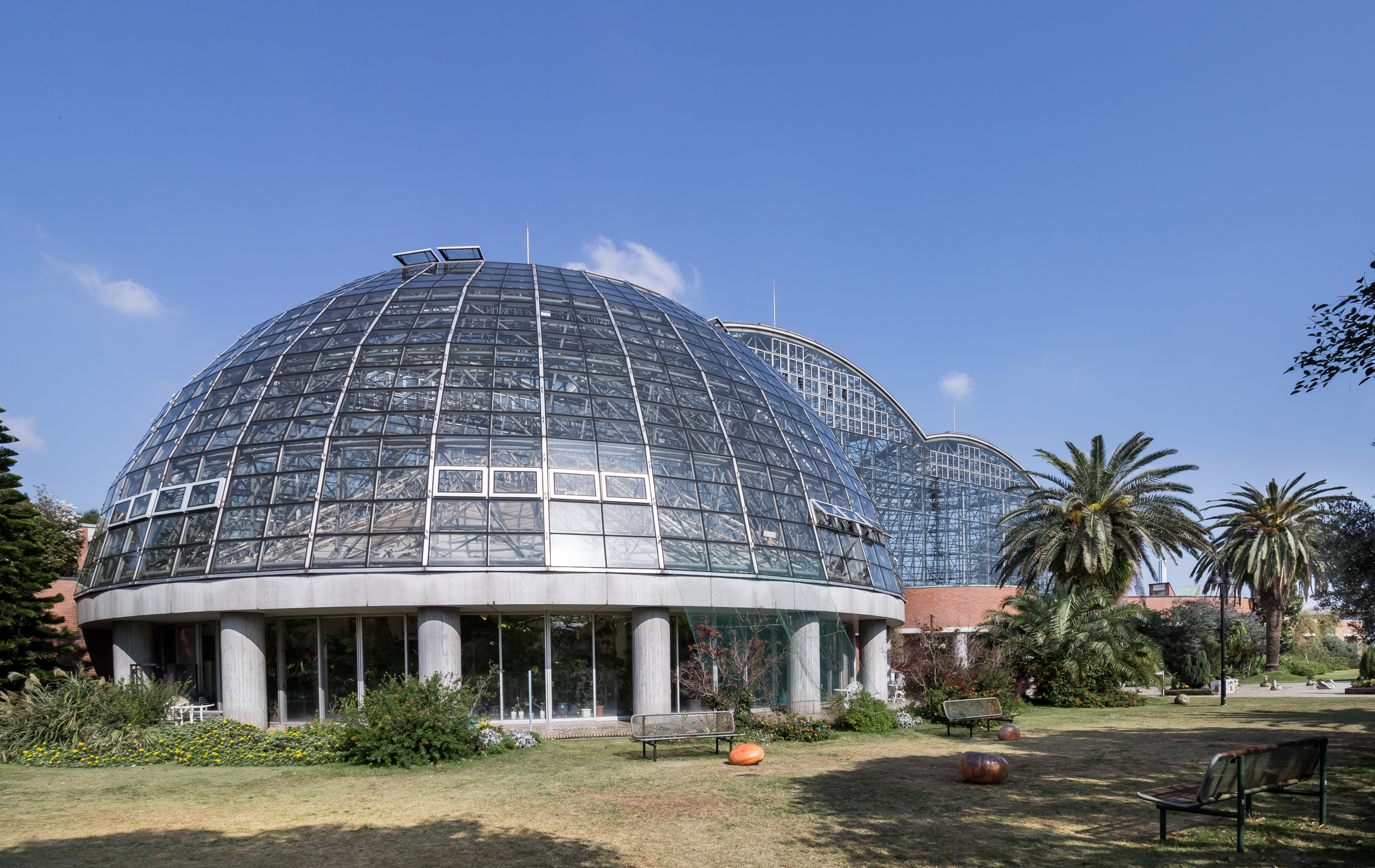
夢の島熱帯植物館(1988)

1960年静岡県立藤枝東高等学校卒業。1965年東京大学工学部建築学科卒業、前川國男建築設計事務所入所。山梨県立美術館の設計を担当。1982年大宇根建築設計事務所設立。代表作に（仮称）麻布子ども中高生プラザ等複合施設（設計プロポーザルで選定）。東京エレクトロン仙台事業所研究開発施設2号棟、芸術の森公園・山梨県立文学館、夢の島熱帯植物館など。